# دبلیوآی‌اس‌ئی ۰۸۵۵-۰۷۱۴
دبلیوآی‌اس‌ئی ۰۸۵۵–۰۷۱۴ (انگلیسی: WISE 0855−0714) با نام کامل WISE J085510.83-071442.5٬ یا به اختصار (W0855) یک کوتوله قهوه‌ای کوچکی است که در فاصله ۰٫۰۱±۲٫۲۸ پارسک (۷٫۴۳±۰٫۰۴ سال نوری و بنابراین چهارمین از زمین است) نزدیکترین ستاره یا (زیر) منظومه کوتوله قهوه‌ای به خورشید است که کشف آن در آوریل ۲۰۱۴ توسط کوین لومان با استفاده از داده‌های کاوشگر مادون قرمز میدان وسیع (WISE) اعلام شد. از سال ۲۰۱۴، W0855 دارای سومین حرکت مناسب (۸۱۵۱٫۶±۱٫۸ در سال) پس از ستاره بارنارد (۱۰۳۰۰ مارس در سال) و ستاره کاپتین (۸۶۰۰ مارس در سال) و چهارمین حرکت مناسب است. -بزرگ‌ترین اختلاف منظر (۴۳۹٫۰±۲٫۴ ما) از هر ستاره یا کوتوله قهوه‌ای شناخته شده. W0855 همچنین سردترین جرم از نوع خود است که در فضای بین ستاره‌ای یافت می‌شود و دمایی در حدود ۲۸۵ کلوین (۱۲ درجه سانتیگراد؛ ۵۳ درجه فارنهایت) دارد.